# 謝迪內
50°37′9″N 34°42′28″E / 50.61917°N 34.70778°E
謝迪内（烏克蘭語：Щетини）是位於烏克蘭東北部的村莊，由蘇梅州蘇梅區的萊貝丁市鎮負責管轄。該村處於普肖爾河右岸，距離雷夫基0.5公里，海拔高度123米，2001年人口13。